# Як-60
Як-60 — проект тяжелого военно-транспортного вертолёта разработки ОКБ Яковлева продольной схемы. Разработан в конце 1960-х годов, являясь развитием вертолёта Як-24. Як-60 должен был стать аналогом самого грузоподъёмного вертолёта в мире, разработанного в КБ Миля В-12. Взлётная масса вертолёта Як-60 должна была составить порядка 100 тонн. Каждый ротор, заимствованный от Ми-6, вращали два двигателя Д-25ВФ, развивавшие 6500 л. с. Согласно проекту, максимальная грузоподъёмность составляла 42 тонны, что позволяло перевозить на внешней подвеске танки, включая Т-64. В отличие от В-12, Як-60 так и не поднялся в воздух, было изготовлено лишь несколько макетов.

## Тактико-технические характеристики
- Экипаж — 3 человека.
- Максимальная грузоподъёмность — 42 тонны.
- Длина фюзеляжа — 44,6 м.
- Максимальный взлётный вес — 100 тонн.
- Ширина — 8,6 м.
- Высота — 11,6 м.
- Двигатели — 4 ГТД Д-25ВФ мощностью 6497 л. с. каждый.